# Широка Сет
Широка Сет (словен. Široka Set) — поселення в общині Літія, Осреднєсловенський регіон, Словенія. Висота над рівнем моря: 541 м.